# Cepillo
Se denomina cepillo, comúnmente, a un utensilio consistente en un mango y una base, sobre la cual se fijan filamentos flexibles llamados cerdas, aptos para limpiar, tallar, lavar, peinar o barrer, entre otros usos menos comunes. Existen diversos tipos diferenciados por los materiales con los que se hacen, la forma que tienen, la manera en que se fabrican y el uso al que están destinados.

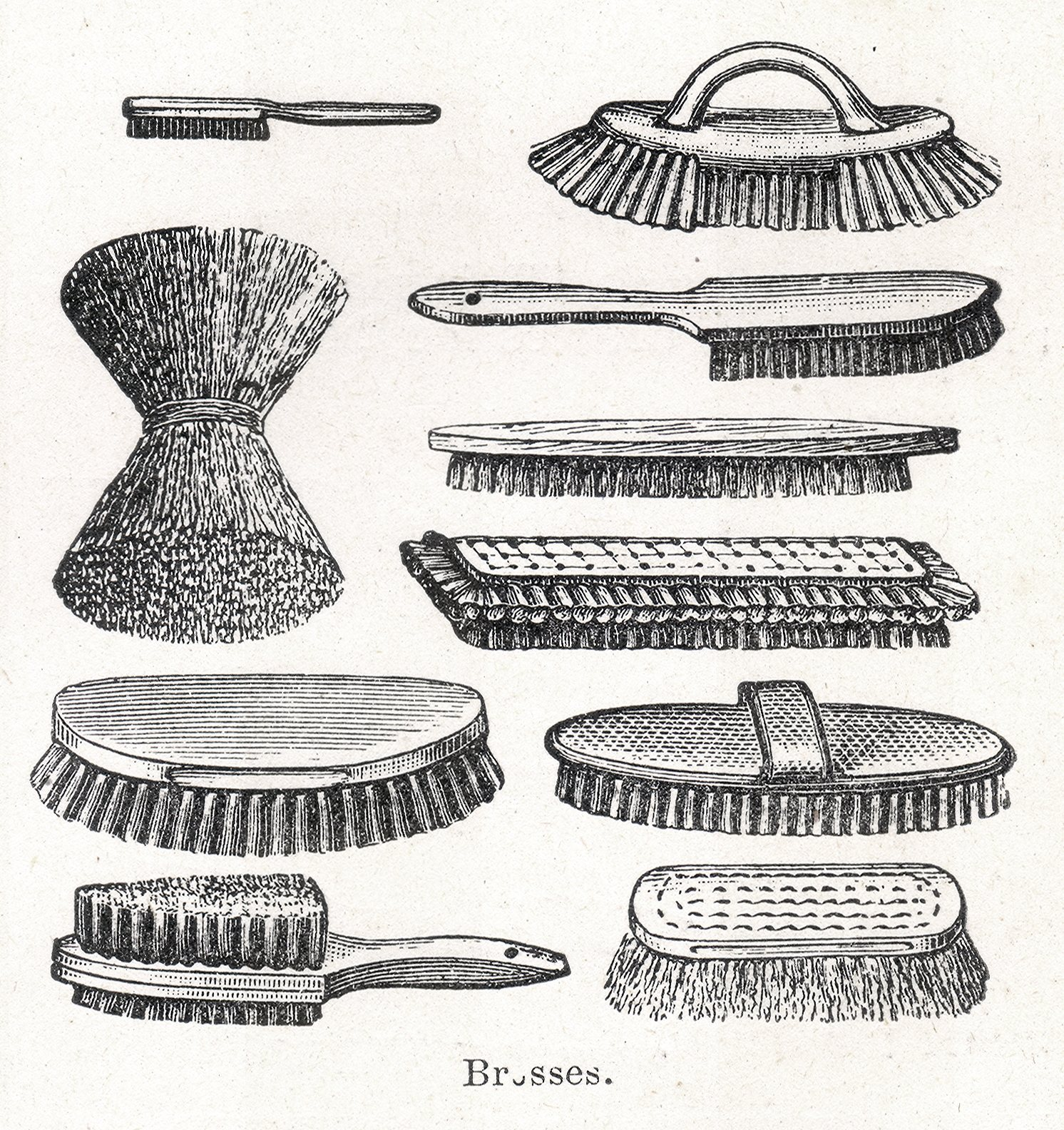
Tipos de cepillos.

## Algunos tipos de cepillo, clasificados según su uso

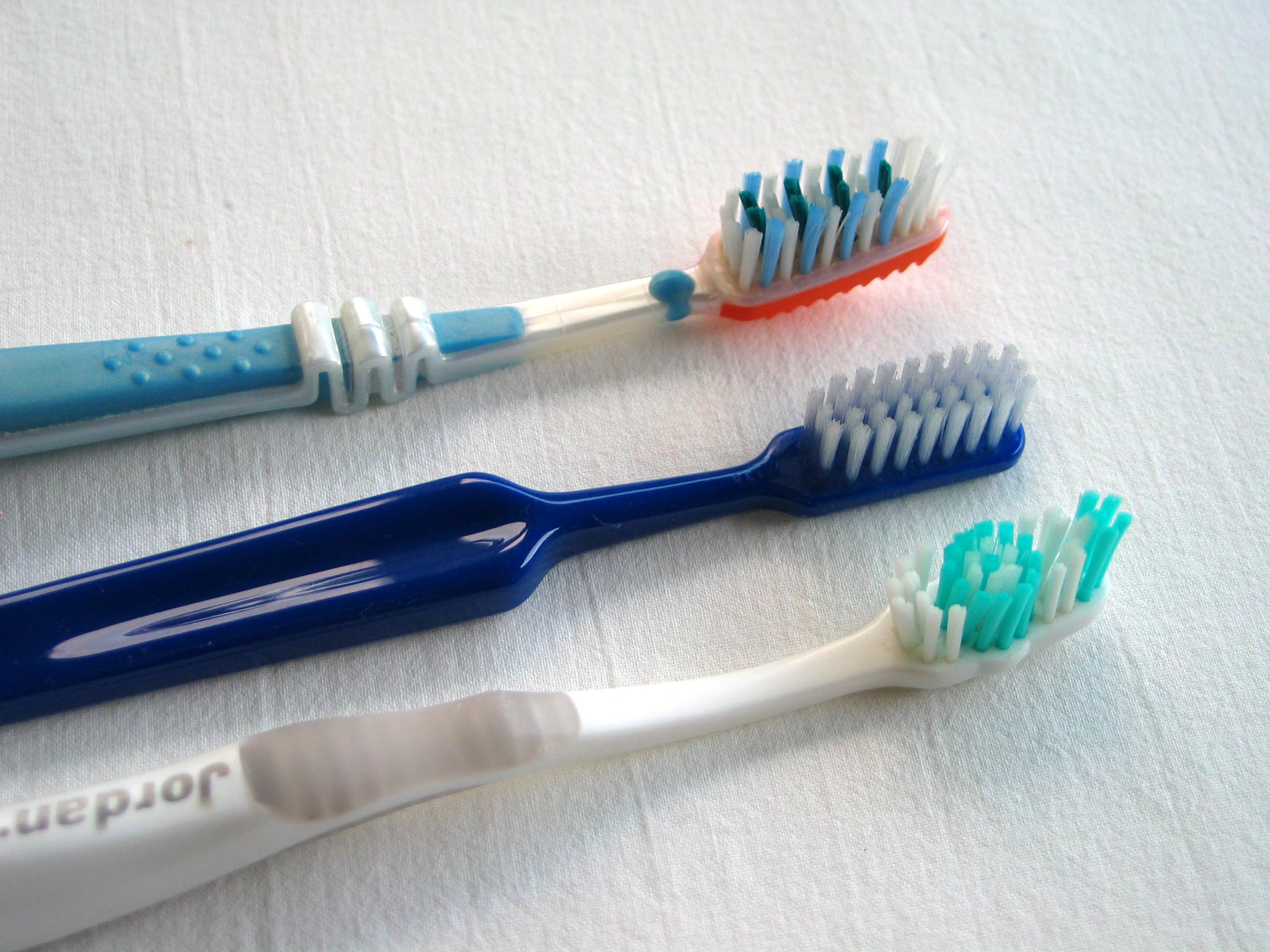
Cepillos de dientes.

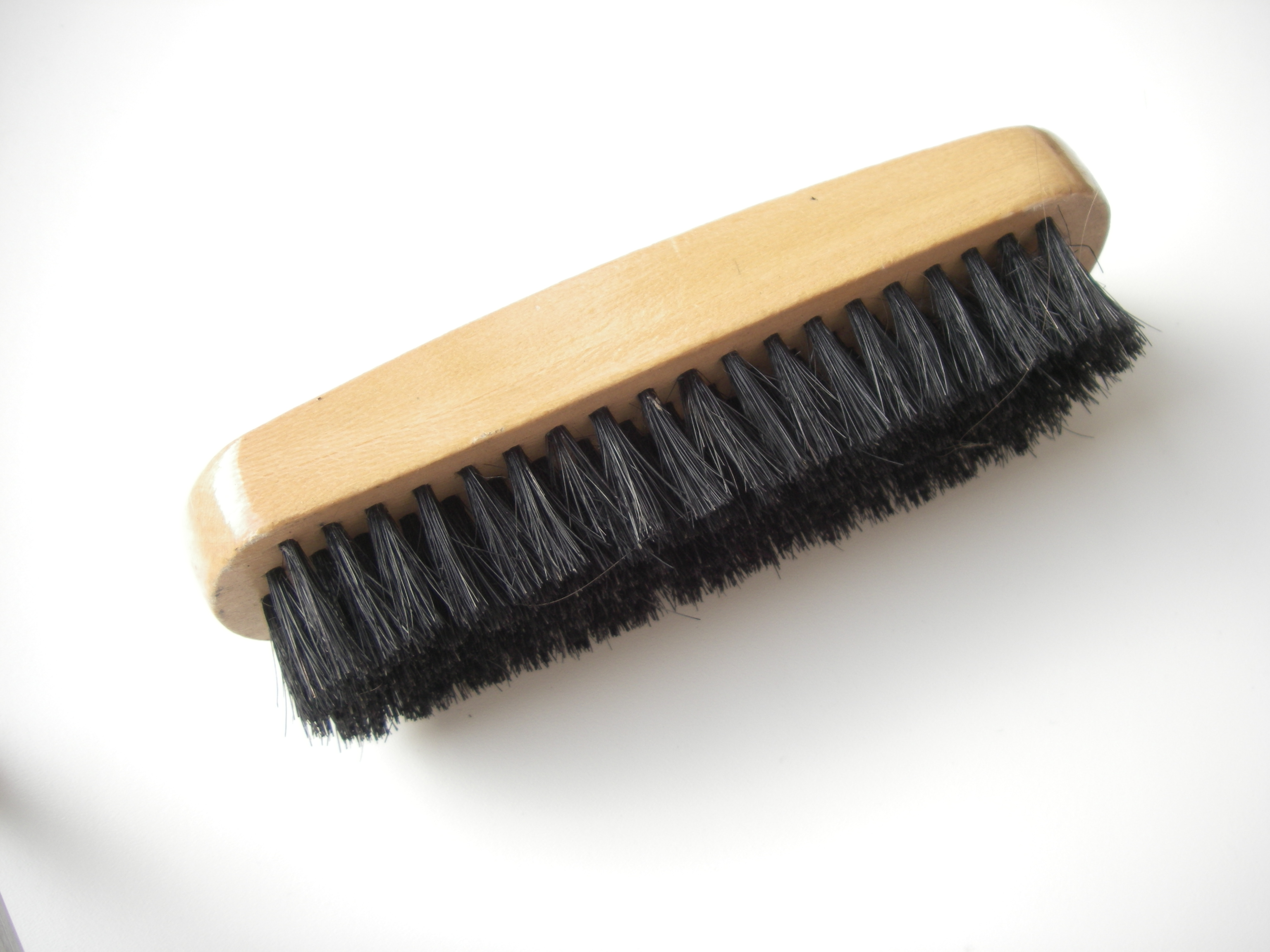
Cepillo de ropa.

La clasificación según el uso se da nombrando la función específica del cepillo y puede hacerse aún más específica nombrando el objeto o superficie sobre la cual hará su función. Existe un número muy grande e indeterminado de clasificaciones, de las cuales abajo se presentan unos pocos ejemplos:
- Cepillo de dientes
- Cepillo para el pelo
- Cepillo para inodoro o escobilla de baño
- Rasqueta, cepillo para peinar y limpiar caballos.
- Cepillo para lustrar calzado o bolear
- Cepillo para la ropa
- Cepillo para lavar biberones
- Cepillo para lavadora de verduras
- Cepillo de peluquero
- Cepillo de autolavado
- Cepillo para picar pintura
- Cepillo para mesas de billar
- Cepillo de apicultor. El cepillo de cerda es utilizado por los apicultores para barrer las abejas de los panales, cuando realizan la cosecha de miel. Es un elemento sumamente práctico, necesario en el momento de la cosecha de miel, o cuando se realiza divisiones de colmenas. En la actualidad los fabrican de cerdas o bien de fibras plásticas. Se lo moja en agua a los fines de no producir daño a las abejas.

## Algunos tipos de cepillo, clasificados según forma

### Cepillos insertados planos
Son los cepillos de uso más común al cual se le insertan mechones en un agujero y se sujetan por medio de una grapa que se clava en el fondo del agujero o un pedazo de solera o segmento de alambre plano llamado ancla o áncora, que se fija a las paredes del orificio. Estos son los cepillos más comunes como los de dientes, de pelo, de baño, etc. Además se pueden usar en la industria no solo para limpiar, barrer o pulir, sino también para dar soporte o servir de barrera entre ambientes diferentes en cámaras de sand blast o pintura.

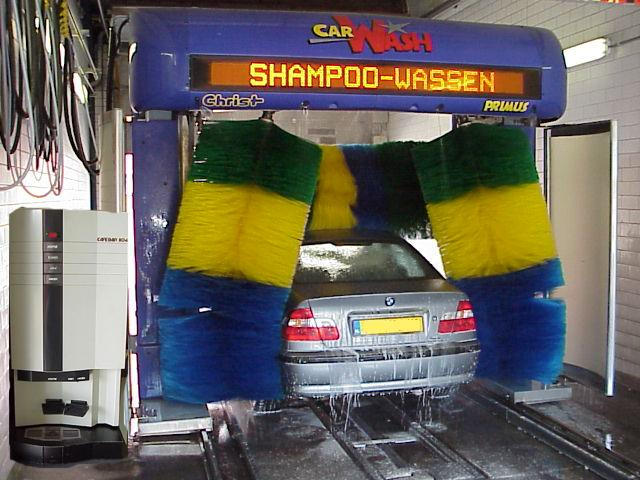
Cepillos cilíndricos.

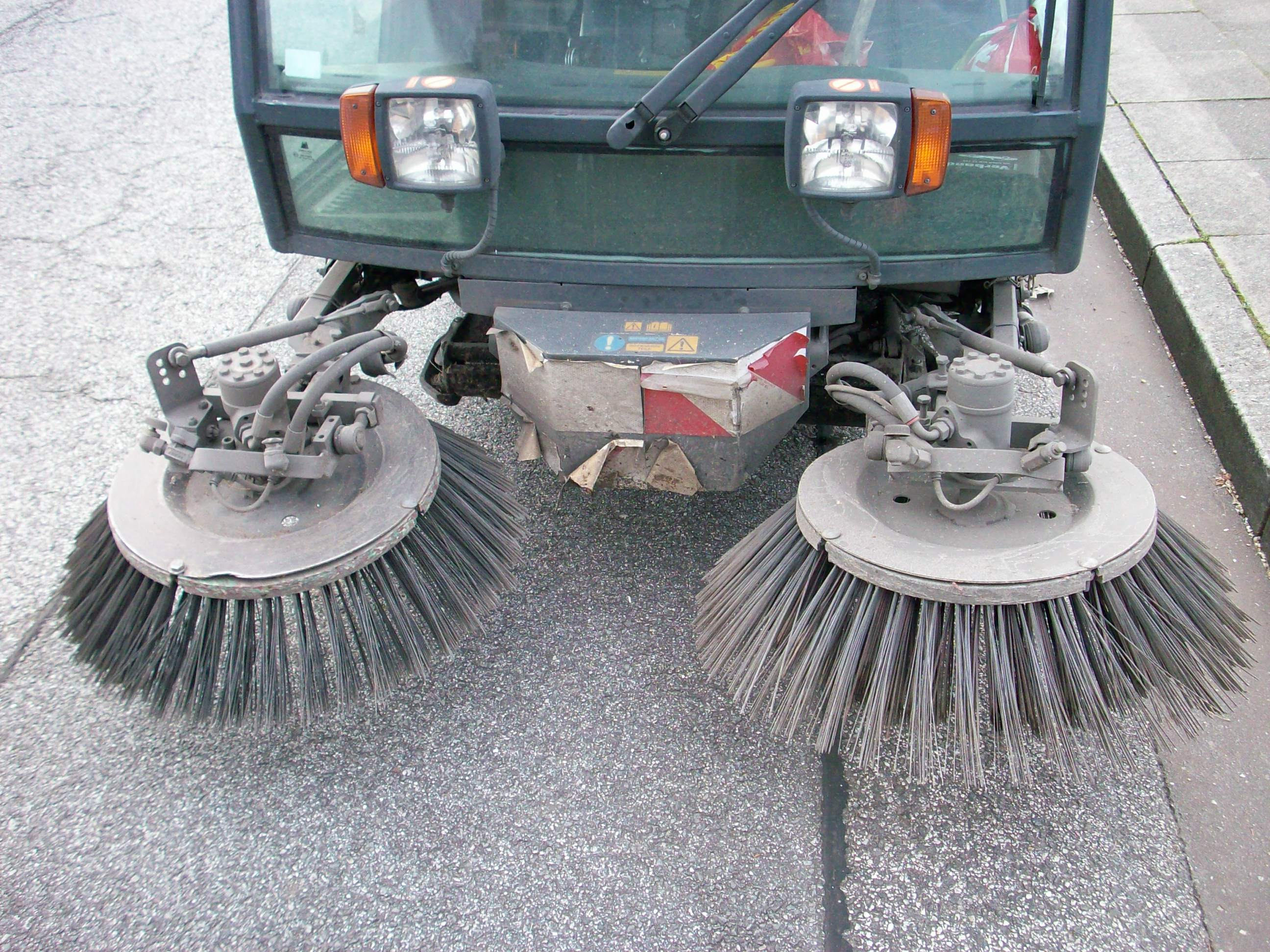
Cepillos circulares.

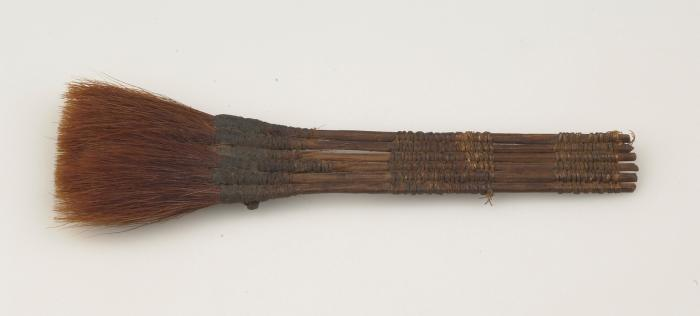
Cepillo cosmético.

### Cepillos cilíndricos
Son cepillos generalmente rotativos, que tiene las cerdas perpendiculares al eje de rotación, su diámetro es menor que el largo, y pueden tener un centro hueco, espigas o una combinación de ambos. El mejor ejemplo son los cepillos en los túneles de autolavado o los que se usan para lavado de vegetales.

### Cepillos radiales
Son el equivalente a una sección del cilíndrico, la única diferencia es que el diámetro es mayor que el largo o espesor. El ejemplo más común es el de los cepillos de alambre para esmeril.

### Cepillos circulares
Son cepillos también generalmente rotativos, que tienen las cerdas paralelas al eje de rotación, y la base en la que las cerdas están fijas es perpendicular. Este cepillo es de los que se usan en las pulidoras de piso o manuales.

### Escobillones
Son cepillos hechos torciendo dos o más alambres, con las cerdas en medio, dando una distribución en espiral o uniforme, resultando en una especie de cepillo cilíndrico regularmente pequeño. Pueden estar doblados para darles una forma determinada. El mejor ejemplo de escobillón es el cepillo para lavado de mamilas o biberones, así como los cepillos que se utilizan para aplicar productos cosméticos como el rímel (máscara).

## Otros usos del término

### En metalmecánica
En metalmecánica se denomina cepillo a una máquina capaz de trabajar piezas metálicas por desgaste, a efectos de lograr la forma o el espesor que se desea.

### En carpintería
En carpintería se utiliza el cepillo de carpintero, herramienta adecuada para trabajar la madera.

## Expresiones relacionadas
- Cepillo de Lo Pagán. Aquel que se dedica a pedir bebida sin pagar y simular Bastilla en su hogar.

## Galería

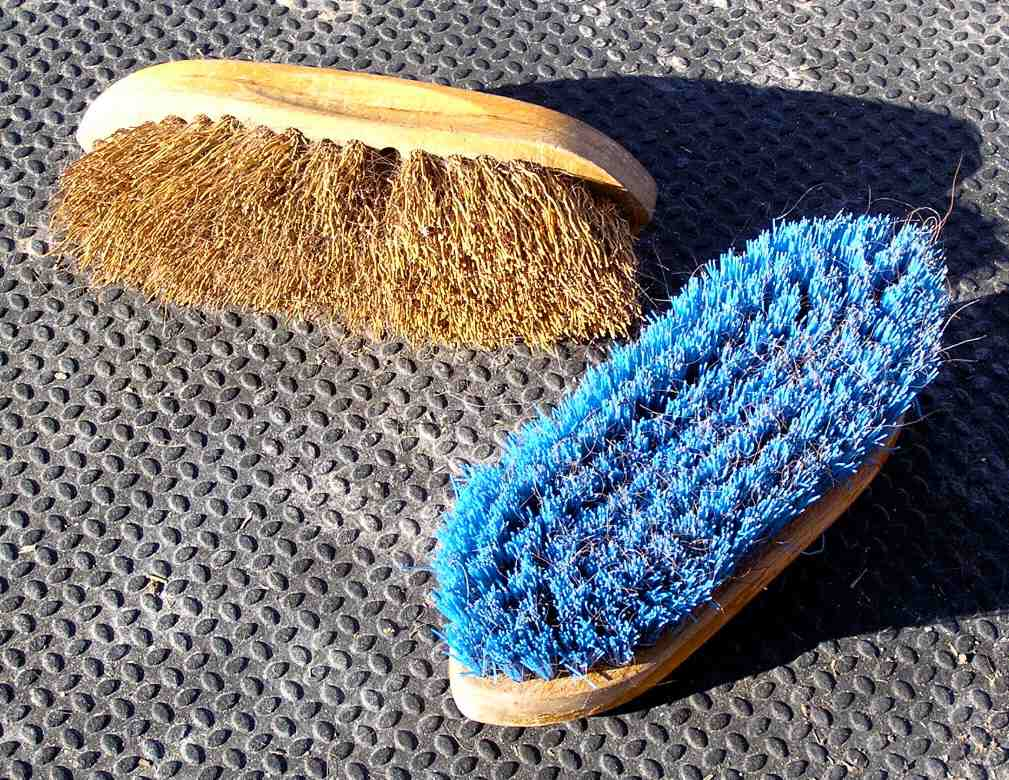
Cepillos para caballerías
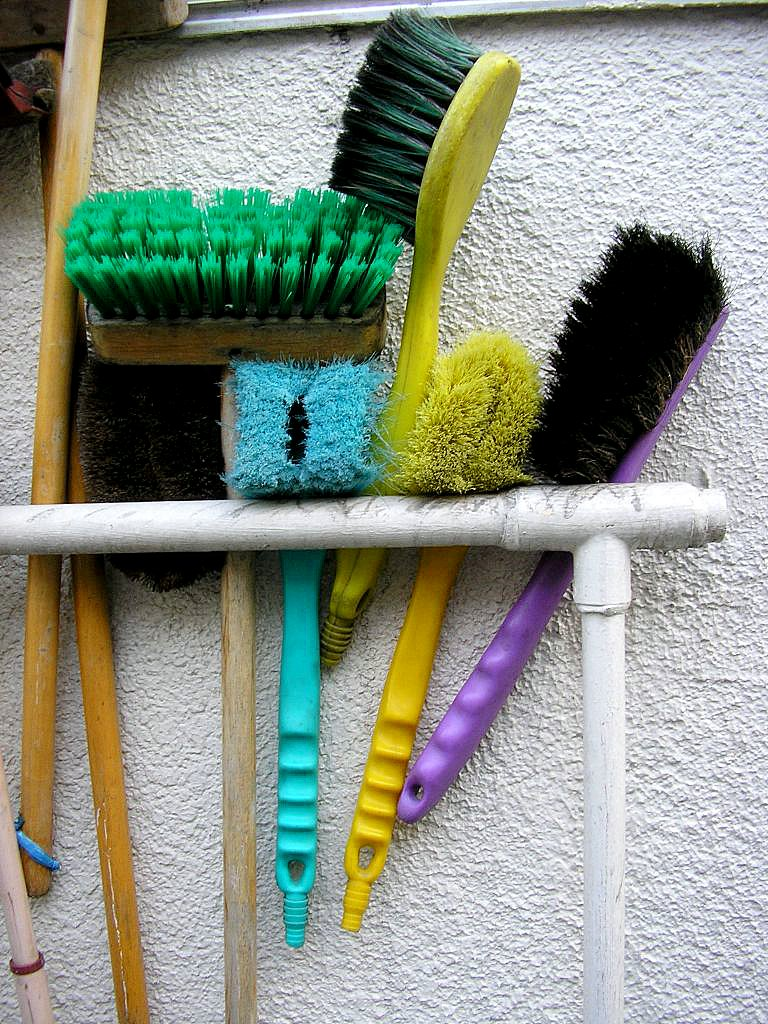
Cepillos de limpieza
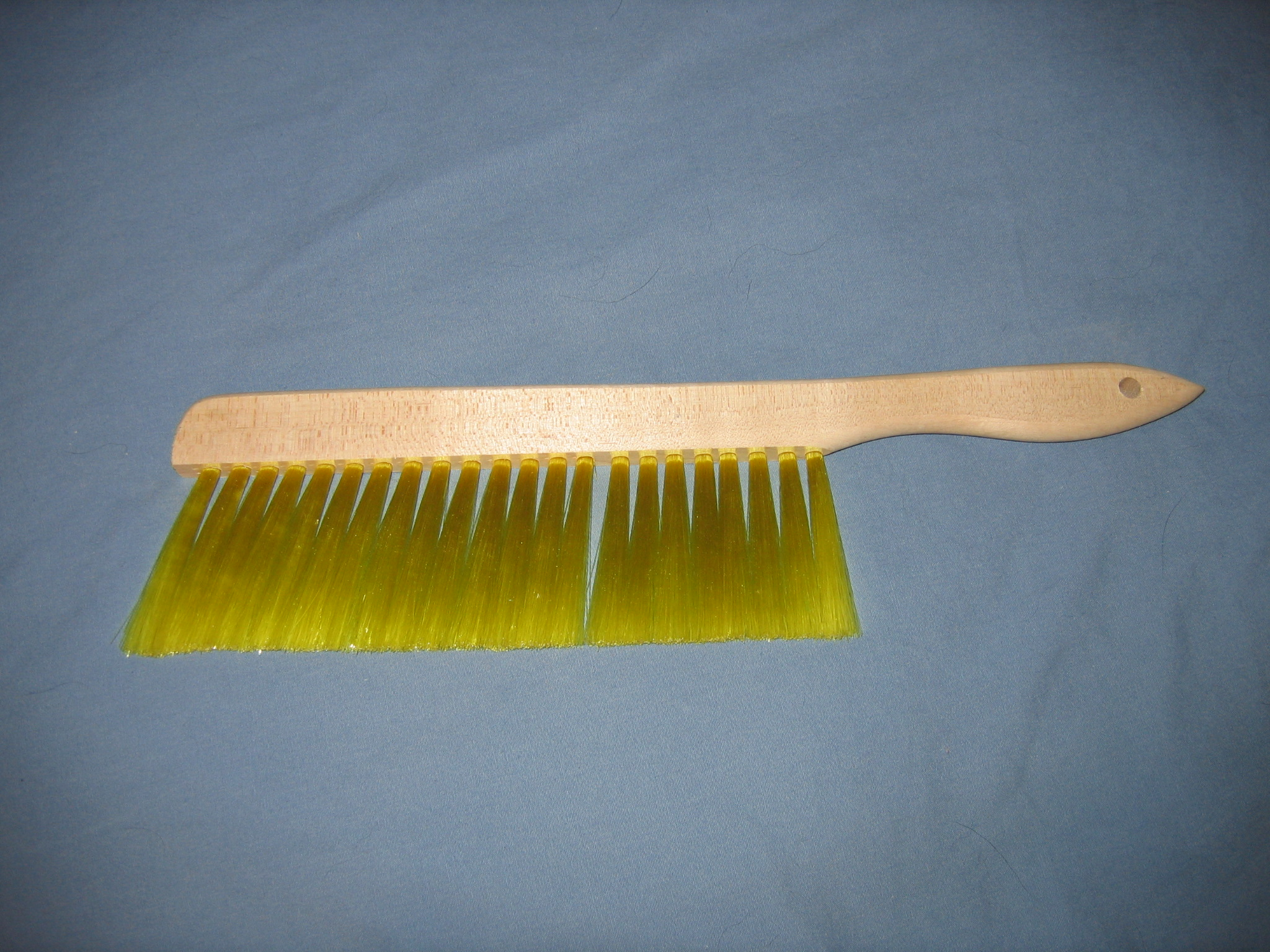
Cepillo de apicultor
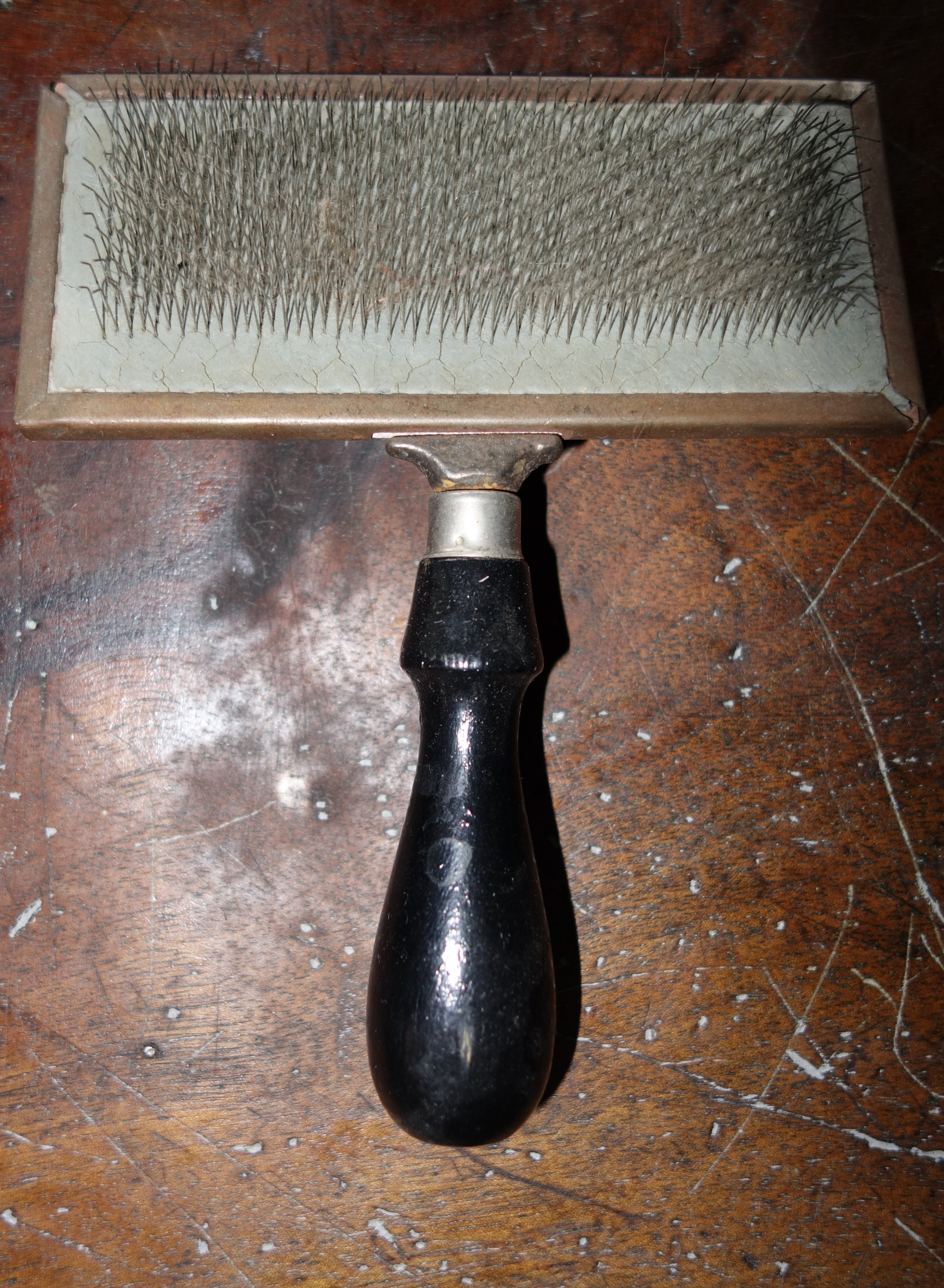
Cepillo para mascotas
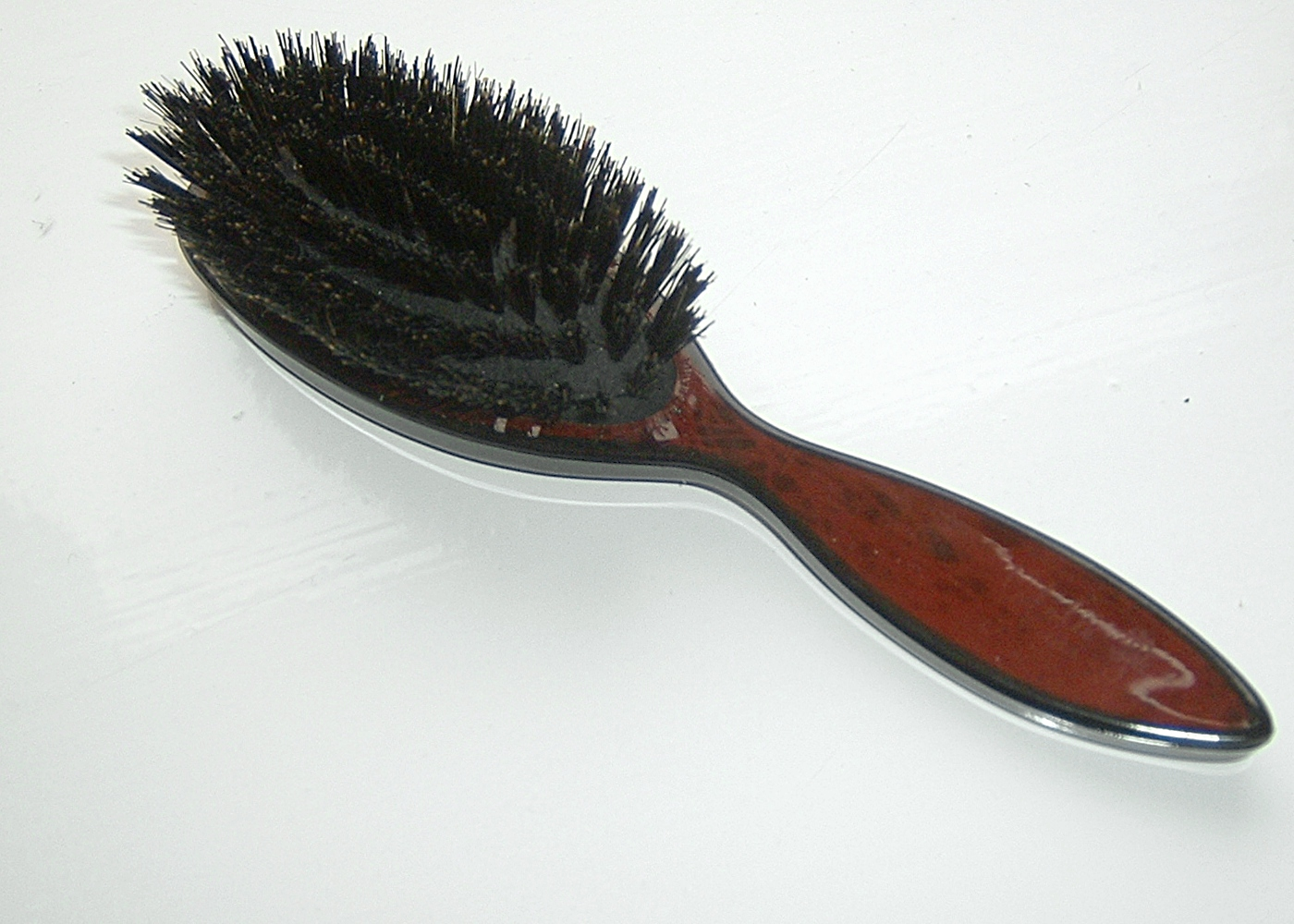
Cepillo de pelo con almohadilla
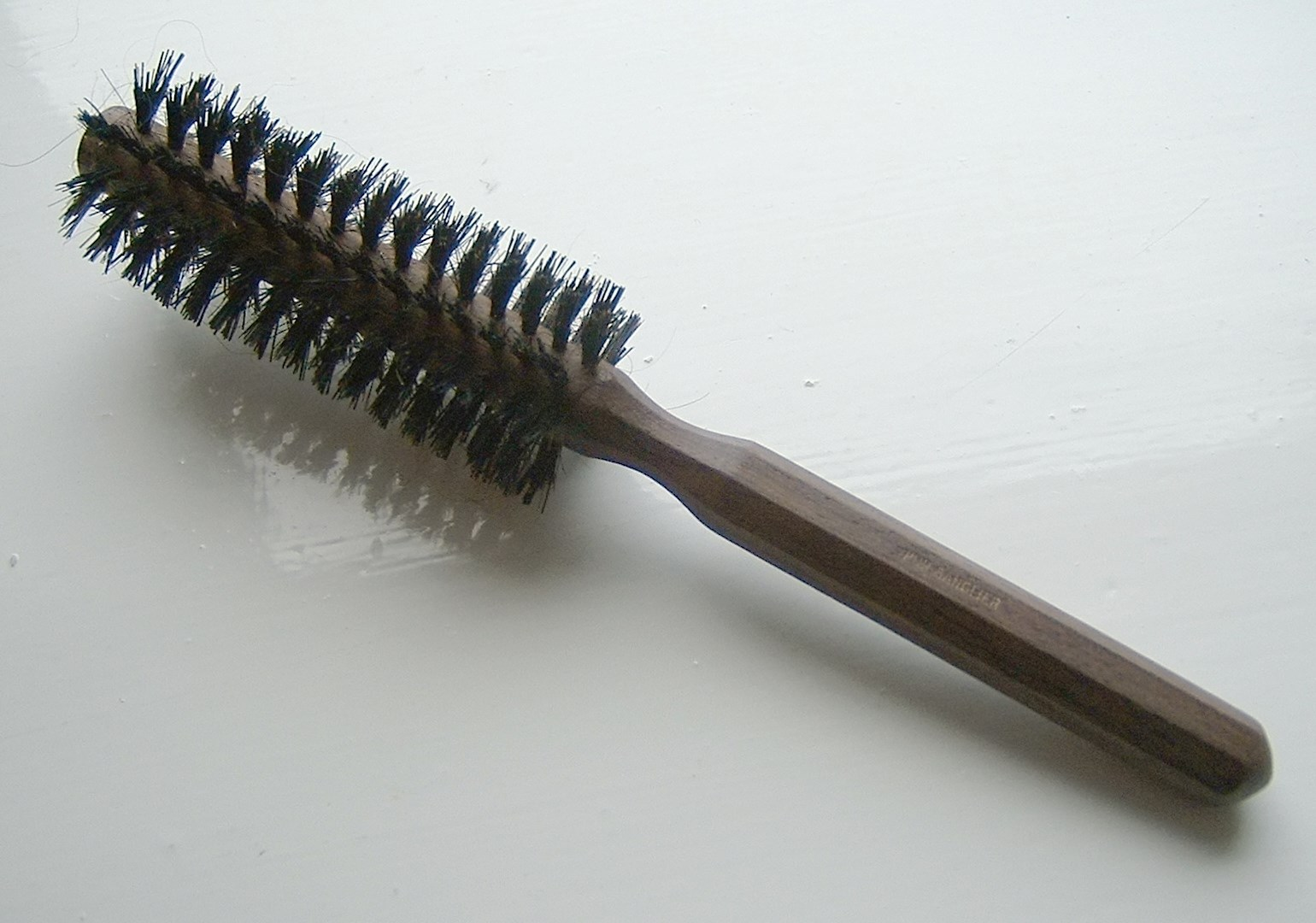
Cepillo redondo de pelo
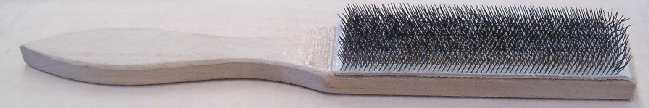
Cepillo metálico para ante
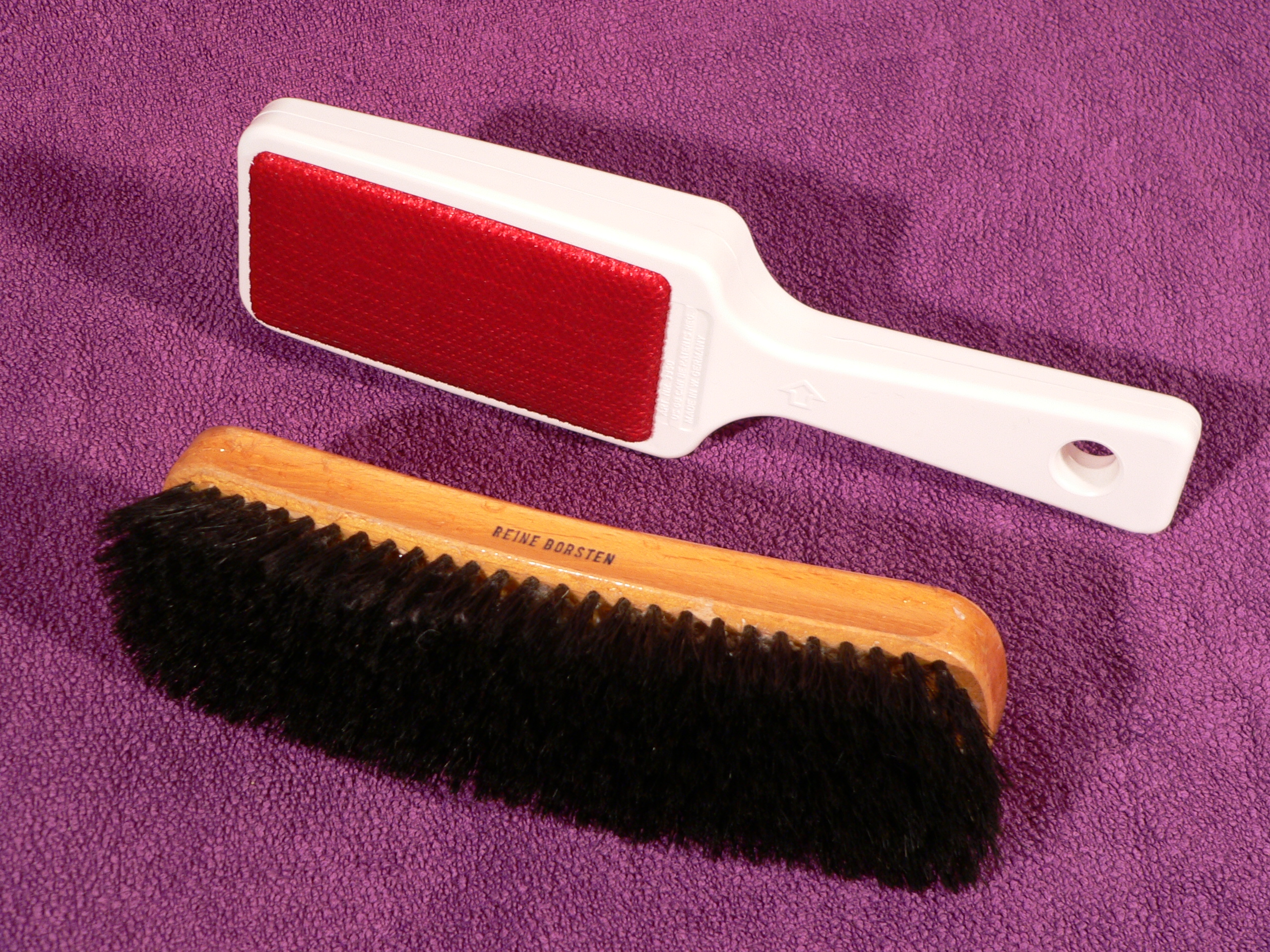
Cepillos de ropa
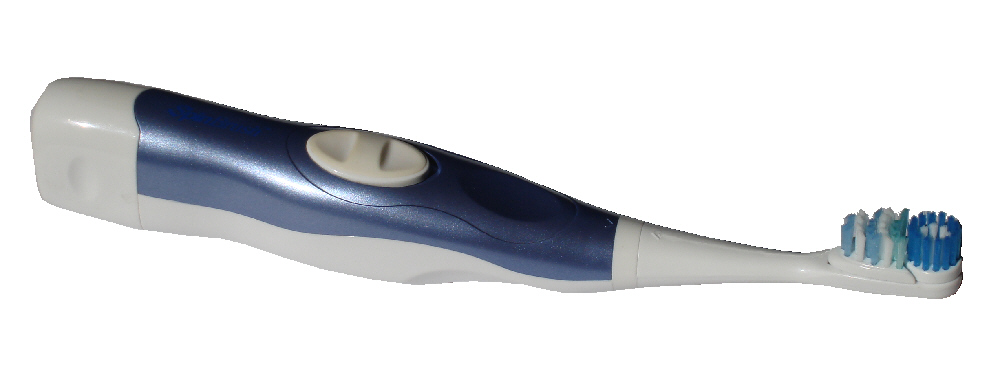
Cepillo de dientes eléctrico
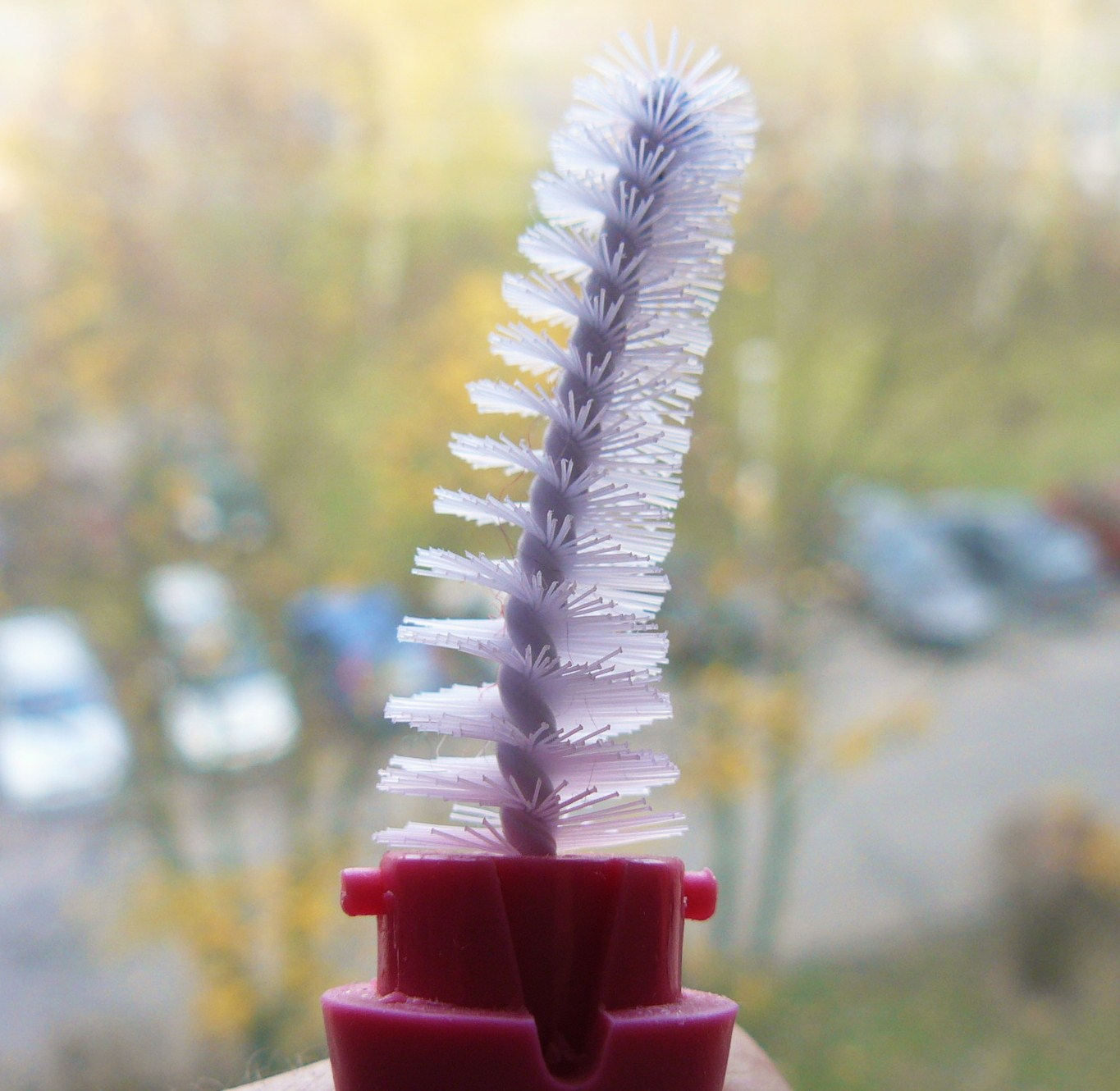
Cepillo para chupetes
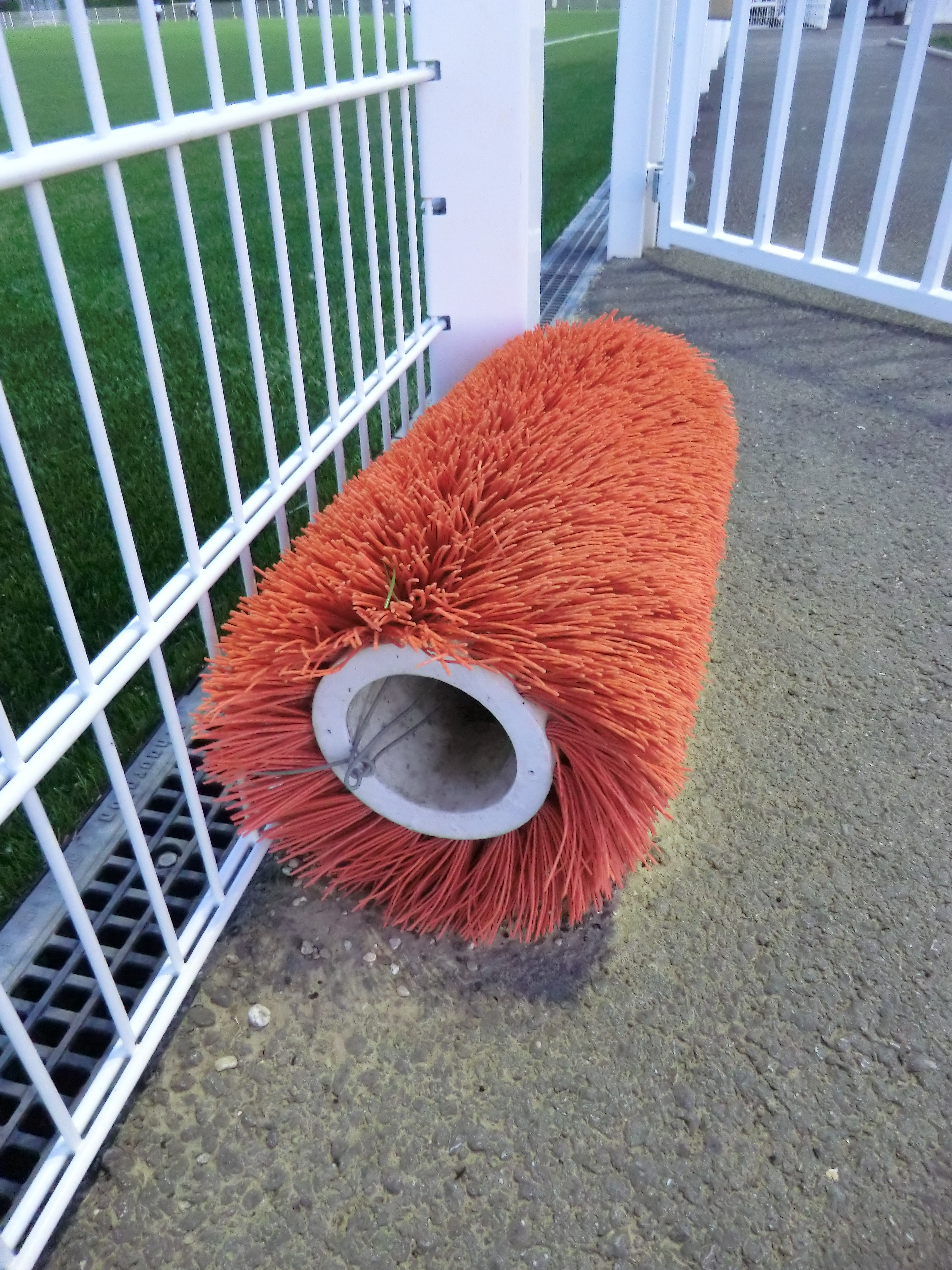
Cepillo giratorio para zapatos
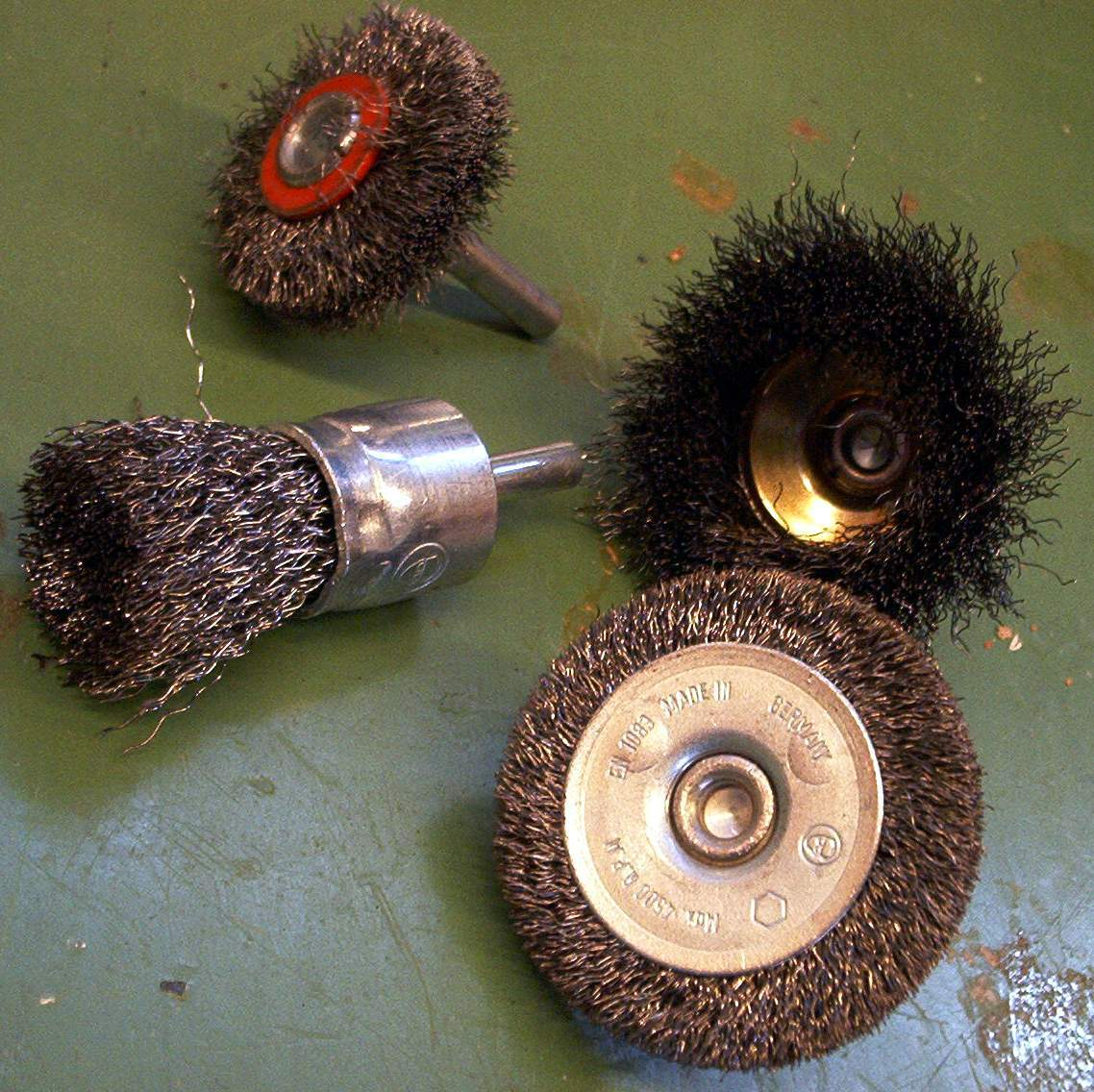
Cepillos metálicos rotatorios
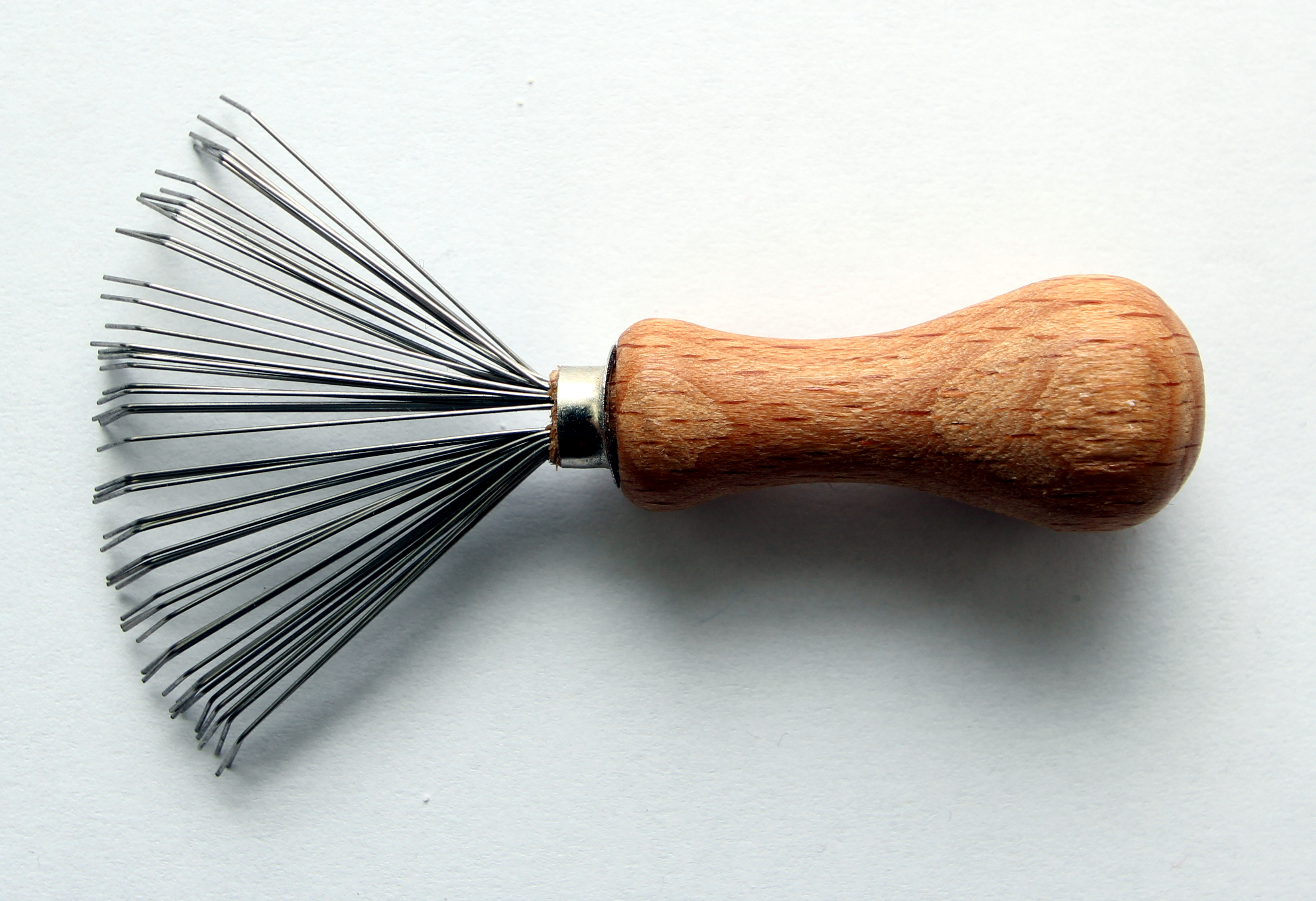
Cepillo para limpieza de cepillos